# کورنل ابرانی
کورنل ابرانی (انگلیسی: Kornél Ábrányi; ۱۵ اکتبر ۱۸۲۲ – ۲۰ دسامبر ۱۹۰۳) موسیقی‌دان اهل مجارستان بود. او در نییرابرانی به دنیا آمد.  ابرانی که شاگرد فردریک شوپن و دوست صمیمی فرانتس لیست بود همیشه از موسیقی او دفاع می کرد، موسیقی های ابرانی عمدتاً برای پیانو بود، اما همچنین موسیقی مجلسی، آثار کرال و لیدر را نیز ساخت. او تدریس در آکادمی موسیقی فرانتس لیست را در زمان تأسیس آن در سال ۱۸۷۵ آغاز کرد و منشی آنجا شد.
او یکی از چندین نفری بود که از نام مستعار کاکای آرانیوس استفاده کرد.
ابرانی در سن ۸۱ سالگی در بوداپست درگذشت. نوه او آهنگساز امیل ابرانی بود.